# Giovanni De Angelis
Giovanni De Angelis (Ischia, 23 febbraio 1938) è uno scultore italiano.

## Biografia
Decide fin da bambino di intraprendere la carriera artistica.
A Milano, a soli undici anni riceve il "Premio del fanciullo artista", nel 1950 incontra lo scultore svizzero H. Haller dove trascorre un periodo di lavoro presso il suo studio a Zurigo e presso lo scultore Zschokke a Basilea.
Nel 1954 incontra e frequenta ad Ischia il poeta Eugenio Montale modellandone un ritratto.
Nel 1958 si diploma all'Istituto d'arte di Napoli e nel 1961 riceve dal governo di Bonn una borsa di studio per l'Accademia di Monaco di Baviera.
Soggiorna cinque anni (dal 1962 al 1967) a Moltrasio e continua a frequentare a Milano E. Montale, F. Russoli, Enzo Fabiani, Gryzko Mascioni, Dino Buzzati, P. Chiara, A. Sala, R. Sanesi ed molti altri ancora.
Nel 1973 nella sua Ischia inizia a frequentare Renato Guttuso e Libero de Libero, infine nel 1994 decide di ritornare ad Ischia dove attualmente vive e lavora.
Le sue mostre sono state ammirate in tutto il mondo, da segnalare, in particolare le mostre di Los Angeles, Milano, Locarno, Monaco di Baviera, Basilea, Bolzano, Colonia, Bruxelles, Parma, Parlamento europeo di Strasburgo e di Berlino.
Negli anni, ha allestito svariate mostre anche nella sua isola natale, Ischia.
Riceve nel 2018 una onorificenza dal sindaco di Ischia Enzo Ferrandino per il significativo contributo alla crescita artistico-culturale del Comune di Ischia.
Il 30 dicembre 2023, su iniziativa di Carolina Monti ed anche grazie ad una petizione popolare del 2018, l'Amministrazione del Comune di Ischia, guidata dal sindaco Enzo Ferrandino, inaugura la scultura in pietra (800 kg) ispirata a Vittoria Colonna, con sguardo rivolto al Castello Aragonese, del maestro Giovanni De Angelis, posizionata al centro del piazzale di fronte al famoso maniero.